# Club Atlético Ñuñorco
El Club Atlético Ñuñorco es un club deportivo de la ciudad de Monteros, Provincia de Tucumán, Argentina. Fue fundado el 22 de junio de 1941 y es conocido por el apodo de El Tigre Tucumano   y La Banda Roja. Es uno de los clubes más importantes de la localidad de Monteros.
El club ha disputado varios torneos nacionales organizados por la Asociación de Fútbol Argentino (AFA) como el Torneo Argentino A, Torneo Argentino B, Torneo Argentino C, la Copa Argentina y la Copa de la República. A nivel regional disputa la Liga Tucumana de Fútbol donde obtuvo 3 títulos.
El estadio fue inaugurado en 1945 bajo la presidencia de Jorge Marteau y tiene una capacidad para 15.500 personas.

## Historia
El Club Atlético Ñuñorco nace oficialmente como Institución el 22 de junio de 1941, en la localidad de Monteros, Provincia de Tucumán, gracias al afán y preocupación de los dirigentes y deportistas del medio. La historia del club ocupa un lugar importante dentro de la historia de la Ciudad de Monteros y el deporte Tucumano. esta Institución comienza a gestarse a partir de un equipo de fútbol del Ingenio Ñuñorco, que jugaba en una cancha provisoria en donde hoy funciona la administración  del ingenio y en otras épocas el Hospital del mismo.
El primer presidente de la institución fue Héctor Santiago Buffo. El nombre del club debe su origen a un cerro con el mismo nombre.
Desde sus inicios fue conocido como el ingenio azucarero y ñuñorco, en relación con un establecimiento industrial de la localidad de Monteros.

## Trayectoria
Participaciones en torneos nacionales y regionales:
- Torneo Argentino A[5]
- Torneo Argentino B[5]
- Torneo Argentino C
- Copa Argentina
- Copa de la República (1944 y 1945)[6][7]
- Liga Tucumana de Fútbol

## Palmarés
Torneos regionales
- Liga Tucumana de Fútbol (4): 1998, 2000, 2015 y 2018.[2][8]
- 16 títulos de la Liga Tucumana de Fútbol del Sur.[1]

Torneos nacionales
- Torneo Argentino B (1): 1997-98.[9]